# تعداد فلسطين الانتدابية 1945

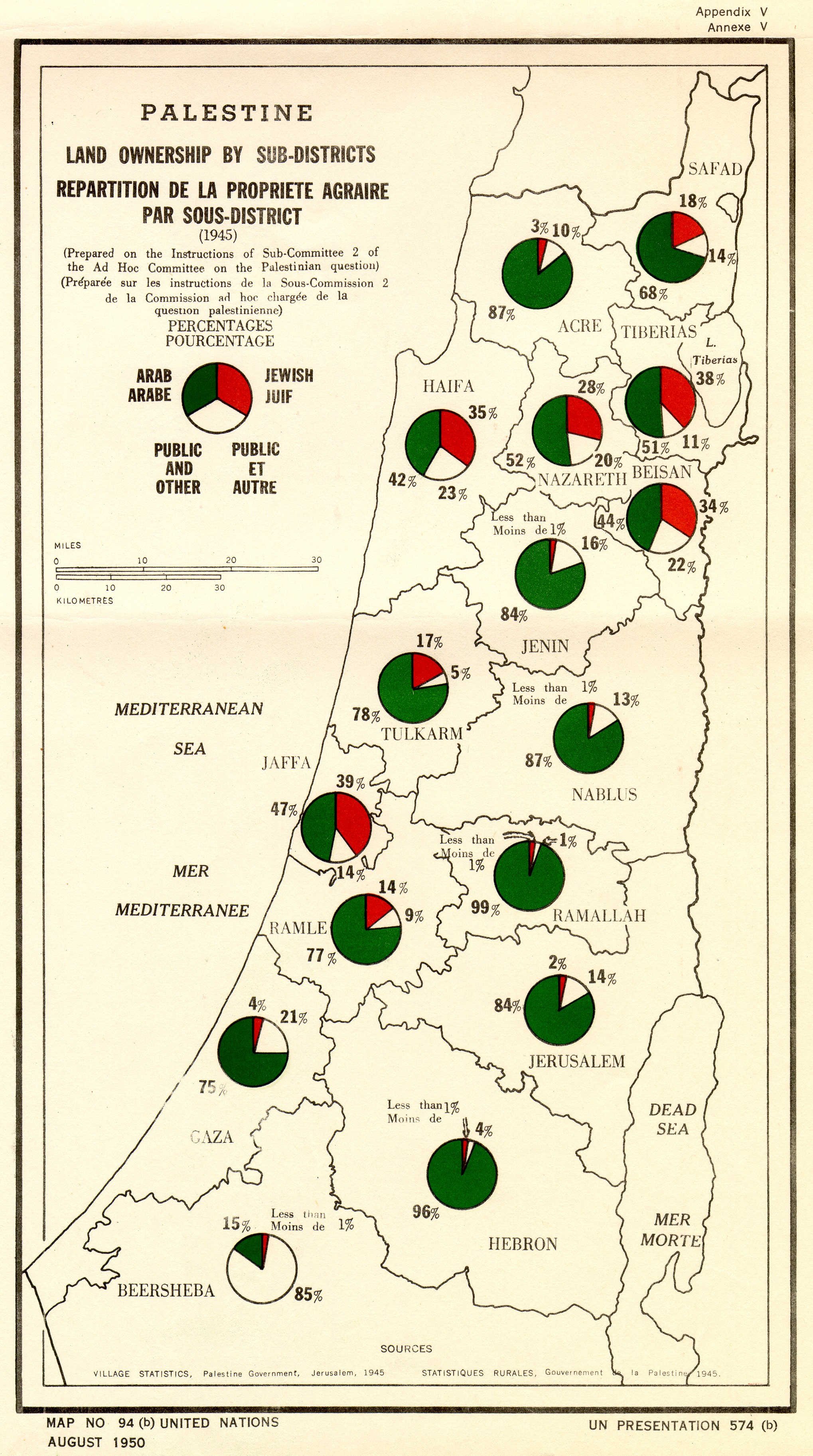
خريطة لملكية فلسطين حسب المنطقة الفرعية (1945) نشرت أصلاً في إحصائيات القرية، 1945

تعداد فلسطين 1945 (بالإنجليزية: Village Statistics, 1945)‏ هو عمل مسح إحصائي مشترك مُعد من مكتب الإحصاء والأراضي التابع لحكومة الإنتداب البريطاني للجنة التحقيق الأنجلو الأمريكية بشأن فلسطين، والتي بدأت العمل في بدايات عام 1946، تم مسح البيانات اعتبارًا من 1 أبريل 1945، وتم نشره لاحقًا وخدم أيضًا لجنة اليونسكوب التي عملت في عام 1947.

## التاريخ
تم إعداد النسخ السابقة من التقرير في عامي 1938 و 1943، وجاء في التقرير إلى أن العدد الإجمالي لسكان فلسطين بلغ 1,764,520 نسمة. 1,061,270 مسلم و 553,600 يهودي و 135,550 مسيحي و 14,100 مصنفون على أنهم «آخرون» (عادة من الدروز).

وجاء في التقرير عن دقة إحصائياته: 
آخر تعداد سكاني تم إجراؤه في فلسطين كان عام 1931. ومنذ ذلك العام، نما عدد السكان بشكل كبير نتيجة للهجرة اليهودية وارتفاع معدل الزيادة الطبيعية بين جميع شرائح السكان، إن سرعة التغير في حجم السكان وطول الفترة المنقضية منذ التعداد جعل مهمة تقدير السكان صعبة. التقديرات السكانية المنشورة هنا هي نتيجة عمل مفصل للغاية قامت به دائرة الإحصاء، باستخدام جميع المواد الإحصائية المتاحة حول هذا الموضوع. ومع ذلك، لا يمكن اعتبارها بخلاف التقديرات التقريبية التي قد يتبين أنها تختلف في بعض الحالات بشكل كبير عن الأرقام الفعلية. يجب اعتبار التقديرات لفلسطين بأكملها أكثر موثوقية من تلك الخاصة بالمناطق الفرعية، في حين يمكن اعتبار تقديرات المناطق الفرعية بدورها أكثر موثوقية من تلك الخاصة بالمناطق الفردية.
كان مسح الإعداد الإحصائي على أربع مراحل:
1. تم تقدير عدد السكان المستقر في فلسطين كلها باستخدام بيانات تعداد فلسطين 1931 مع الزيادة الطبيعية والهجرة المسجلة. تم تقدير الهجرة غير المسجلة لليهود باستخدام بيانات من السفن القادمة والاعتقالات والبيانات التي أعدتها الوكالة اليهودية. لا يمكن تقدير الهجرة غير المسجلة أو هجرة العرب «ولكن هذه التحركات لا تعتبر أنها تنطوي على أخطاء كبيرة للغاية».
2. تم إعداد تقدير السكان الأولي لكل منطقة فرعية من تعداد فلسطين عام 1931 والزيادة الطبيعية، بالإضافة إلى تخصيص من زيادة الهجرة. ثم تم استخدام عدة طرق لضبط السكان النسبيين للمناطق الفرعية المختلفة باستخدام حسابات المواليد والوفيات والخصوبة في كل منطقة فرعية.
3. تم تقدير عدد السكان المستقر لكل منطقة مؤقتًا باستخدام العديد من التقديرات السابقة التي تم إجراؤها حتى عام 1944. ثم تم إجراء تعديل شامل لجعل الإجمالي لكل منطقة فرعية يصل إلى عدد سكان المنطقة الفرعية المقدرة في الخطوة السابقة.
4. تم استخدام السكان البدو المقدرين في تعداد 1931، حيث لم تكن هناك سجلات موثوق بها للتغييرات متاحة.

وفيما يتعلق بأرقام ملكية الأراضي، قال التقرير: 
«تم استخراج المناطق والملكية من قوائم التوزيع الضريبي، التي تم إعدادها بموجب أحكام قانون ضريبة الأملاك الريفية لعام 1942، وقوائم التقييم التي تم إعدادها بموجب قانون ضريبة الأملاك الحضرية 1940، وسجلات الأعشار المُخففة لمنطقة بئر السبع، في منطقة غزة».
وأشار الجغرافي موشيه براور إلى أن التقرير «مصدر مهم إن لم يكن المصدر الرئيسي للمعلومات حول السكان وحيازة الأراضي واستخدام الأراضي»، لكنه شكك في دقته على عدة أسس. على سبيل المثال، كتب أن الصور الجوية أظهرت أن عدد السكان في بعض المناطق مبالغ فيه، وأن تصنيفات استخدام الأراضي قد تكون منحازة نحو الفئات التي اجتذبت ضرائب أقل.

## وصلات خارجية
- Department of Statistics (1938). Village Statistics, February, 1938. Government of Palestine. مؤرشف من الأصل في 2020-03-31. Scan of the 1938 edition at the National Library of Israel.
- Department of Statistics (1945). Village Statistics, April, 1945. Government of Palestine. مؤرشف من الأصل في 2020-03-31. Scan of the original document at the National Library of Israel.
- Hadawi، S. (1970). Village Statistics of 1945: A Classification of Land and Area ownership in Palestine. Palestine Liberation Organization Research Centre. مؤرشف من الأصل في 2020-03-31.
- United Nations Conciliation Commission for Palestine, Appendix B, Non-Jewish Population within the Boundaries held by the Israel Defence Army on 1.5.49, as On 1.4.45, in accordance with the Palestine Government, Village Statistics, April 1945.
- Detailed statistics in spreadsheet form